# Krokbäcktjärnarna (Vilhelmina socken, Lappland, 720552-147739)
Krokbäcktjärnarna är en sjö i Vilhelmina kommun i Lappland och ingår i Ångermanälvens huvudavrinningsområde.